# Mikhail Voronin
Mikhail Jakovlevitsj Voronin (Russisch: Михаил Яковлевич Воронин) (Moskou, 26 maart 1945 - aldaar, 22 mei 2004) was een Russisch turner.
Voronin won tijdens de Wereldkampioenschappen 1966 de gouden medaille aan de ringen en in de meerkamp.
Twee jaar later tijdens de Olympische Zomerspelen 1968 won Voronin de gouden medaille aan de rekstok en op sprong en zilveren medailles in de meerkamp, landenwedstrijd, brug en aan de ringen en de bronzen medaille op het paard voltige. Voronin had zich geplaatst voor de vloer finale maar besloot af te zien van deelname.
Tijdens de Olympische Zomerspelen 1972 won Voronin de zilveren medaille in de landenwedstrijd en aan de ringen.
Voronin is getrouwd geweest met de turnster Zinaida Voronina. In 1980 besloten ze te scheiden, gezamenlijk hadden ze één zoon.

## Resultaten

### Olympische Zomerspelen
| Jaar | Plaats      | Resultaten                                                                                                   |
| ---- | ----------- | --- |
| 1968 | Mexico-stad | aan de rekstok op sprong in de meerkamp in de landenwedstrijd aan de brug aan de ringen op het paard voltige |
| 1972 | München     | aan de ringen in de landenwedstrijd 12e in de meerkamp 5e op het paard voltige                               |

### Wereldkampioenschappen turnen
| Jaar | Plaats    | Resultaten |
| ---- | --------- | --- |
| 1966 | Dortmund  | aan de ringen · in de meerkamp · in de landenwedstrijd · op het paard voltige · aan de brug · 4e in de rekstok · 5e op sprong |
| 1970 | Ljubljana | in de landenwedstrijd · aan de ringen · 4e in de meerkamp · 5e aan de rekstok                                                 |

1896: Carl Schuhmann ·
1904: Anton Heida, George Eyser ·
1924: Frank Kriz ·
1928: Eugen Mack ·
1932: Savino Guglielmetti ·
1936: Alfred Schwarzmann ·
1948: Paavo Aaltonen ·
1952: Viktor Tsjoekarin ·
1956: Helmut Bantz, Valentin Moeratov ·
1960: Takashi Ono, Boris Sjachlin ·
1964: Haruhiro Yamashita ·
1968: Mikhail Voronin ·
1972: Klaus Köste ·
1976: Nikolaj Andrianov ·
1980: Nikolaj Andrianov ·
1984: Lou Yun ·
1988: Lou Yun ·
1992: Vitali Tsjerbo ·
1996: Aleksej Nemov ·
2000: Gervasio Deferr ·
2004: Gervasio Deferr ·
2008: Leszek Blanik ·
2012: Yang Hak-seon ·
2016: Ri Se-gwang ·
2020: Shin Jea-hwan ·
2024: Carlos Yulo
1896: Hermann Weingärtner ·
1904: Anton Heida, Edward Hennig ·
1924: Leon Štukelj ·
1928: Georges Miez ·
1932: Dallas Bixler ·
1936: Aleksanteri Saarvala ·
1948: Josef Stalder ·
1952: Jack Günthard ·
1956: Takashi Ono ·
1960: Takashi Ono ·
1964: Boris Sjachlin ·
1968: Akinori Nakayama, Mikhail Voronin ·
1972: Mitsuo Tsukahara ·
1976: Mitsuo Tsukahara ·
1980: Stojan Deltsjev ·
1984: Shinji Morisue ·
1988: Vladimir Artemov, Valery Ljoekin ·
1992: Trent Dimas ·
1996: Andreas Wecker ·
2000: Aleksej Nemov ·
2004: Igor Cassina ·
2008: Zou Kai ·
2012: Epke Zonderland ·
2016: Fabian Hambüchen ·
2020: Daiki Hashimoto · 
2024: Shinnosuke Oka
- Gemeinsame Normdatei: 12930901X
- Virtual International Authority File: 315525174
- WorldCat: E39PBJqw3gC6tkbwcTV7bbxRrq